# Ferdinand von Stein (Verwaltungsbeamter)

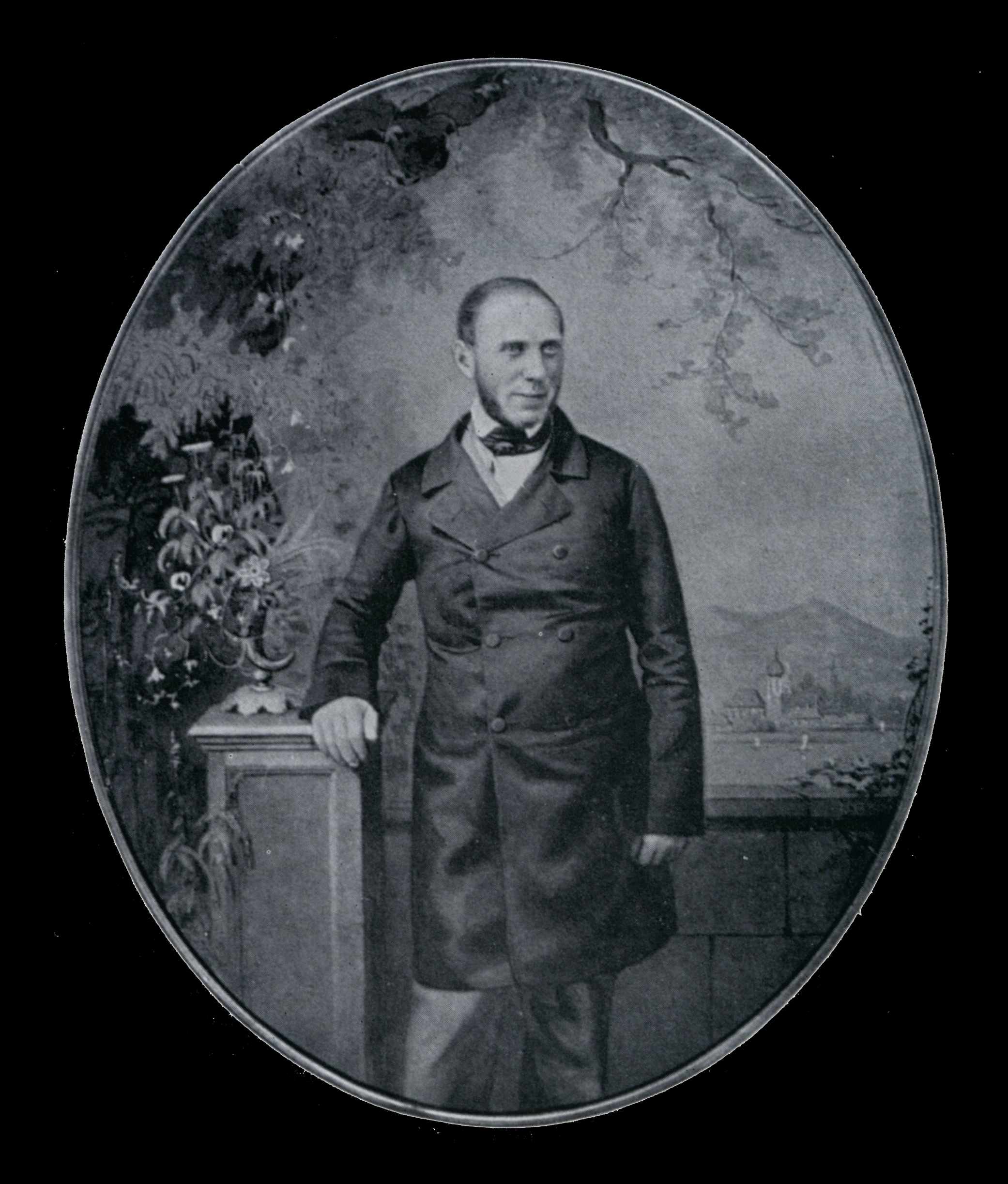
Ferdinand von Stein

Ferdinand Franz Joseph Freiherr von Stein (* 17. August 1800 in Wetzlar; † 18. Juli 1875 in Darmstadt) war Landrat und Kreisrat im Großherzogtum Hessen.

## Familie
Der Vater war Franz Bernhard Joseph von Stein (1770–1834), bis 1806 Assessor am Reichskammergericht in Wetzlar. Die Mutter, Anna Maria Walpurgis, geborene von Hommer (* 1780), war die Tochter des Reichskammergerichts-Assessors und späteren Präsidenten des preußischen Hofgerichts Koblenz Peter Melchior Freiherr von Hommer. Die Familie war evangelisch.
Ferdinand von Stein heiratete zwei Mal:
1.) 1826 Caroline Freiin Schenck zu Schweinsberg (1800–1832), Tochter des Hauptmanns Ludwig Freiherr Schenck zu Schweinsberg auf Hermannstein und Sorge
2.) 1832 Adriane Gräfin von Leiningen-Westerburg-Altleiningen (1817–1858), Tochter des Grafen Friedrich von Leiningen-Westerburg-Altleiningen. Aus diesen Ehen gingen hervor: 
- Luise (* 1829) heiratete 1850 Otto von Fransecky, Königlich-Preußischer Oberstleutnant
- Marie (* 1834) heiratete 1872 Friedrich von Rougemont, Königlich-Preußischer Staatsrat im Fürstentum Neuenburg († 1876)
- Friedrich Franz Eduard (* 1835)
- Carl Josef Ludwig (1838–1870), Großherzoglich-Hessischer Oberleutnant im 1. Großherzoglich-Hessischen Leibgarde-Infanterie-Regiment, verheiratet mit Luise Roth (* 1841)
- Elisabeth (* 1840) heiratete 1862 Oberstudienrat Ludwig von Stein, (1809–1882), Großherzoglich-Hessischer Kammerherr
- Ludwig (* 1843) wanderte in die USA aus und heiratete 1871 in Brooklyn Anna Förster aus Kunreuth
- Mathilde (* 1845, Zwilling) heiratete 1867 Hugo von Oidtmann, Königlich-Preußischer Oberst, Präses der Gewehrprüfungskommission
- Paul (* 1845, Zwilling), wanderte nach Omaha, Nebraska, aus[4]

## Karriere
Nach einem Studium der Rechtswissenschaft war Ferdinand von Stein ab 1820 Assessor am Stadtgericht Gießen. 1826 wurde er Landrat des Landratsbezirks Kirtorf und nachfolgend 1830 im Landratsbezirk Friedberg. Bei der Gebietsreform 1832 – die Landratsbezirke wurden aufgelöst – verlor er seine Stelle als Landrat, wechselte in die Justiz und wurde Richter am Hofgericht Gießen. 1835 wurde er hier in den vorläufigen Ruhestand versetzt, aber 1836 als Kreisrat des Kreises Wimpfen reaktiviert. Dort ereilte ihn die Revolution von 1848 im Großherzogtum Hessen, die die Kreise und Landratsbezirke zugunsten von größeren Regierungsbezirken beseitigte. Ferdinand von Stein wurde erneut in den Ruhestand versetzt.

## Ehrungen
- 1830 Kammerherr[8]